# 中央华北工作委员会
中共中央华北工作委员会兼中共中央华中工作委员会是抗日战争时期中共中央直属机构。

## 历史
根据中共中央六届六中全会精神，1938年11月30日中央书记处决定在延安设立中央华北工作委员会兼中央华中工作委员会。领导华中、华北地区工作。1939年1月正式成立。委员会每两周开会一次，听取各根据地来延安的干部的汇报，并为中央准备指示意见。
- 主任王稼祥
- 秘书长王若飞
- 委员谭政、滕代远、王若飞、杜理卿、刘锡五、陈昌浩、杨松、王稼祥、李昌、罗瑞卿、张际春、王鹤寿、吴溉之、柯庆施、李富春、郭化若、陈奇涵。

1941年2月，中央政治局决定杨尚昆协助王稼祥领导华中华北工作委员会。